# آرادو آر ۶۴
آرادو آر ۶۴ (به انگلیسی: Arado Ar 64) یک جنگنده دوباله تک سرنشین ساخت شرکت آرادو فلوکتسایک‌ورک در آلمان بود که با این حال که در جمهوری وایمار طراحی شده بود جزو اولین جنگنده‌هایی نام گرفت که با نقض قرارداد ورسای در دوره زمامداری نازی‌ها کار ساخت آن به پایان رسید. هواگرد آرادو آر ۶۴ نخستین پروازش را در بهار سال ۱۹۳۰ انجام داد. در مجموع حداقل ۴۰ فروند از این هواگرد ساخته شد.

## طراحی و توسعه
آر ۶۴ حاصل ادامه کار بر روی جنگنده‌های آرادو اس‌دی ۲ و آرادو اس‌دی ۳ بود که در پی درخواست وزارت جنگ رایش جهت جانشینی برای جنگنده فوکر دی.۱۳ به صورت مرسوم از ترکیبی از قطعات فلزی جوش خورده و چوب، پوشیده شده با پارچه طراحی شد. این هواپیما نخستین جنگنده ساخت آرادو بود که از مرحله طراحی فراتر رفت. بال‌های این هواپیما یک اندازه نبوده و بال بالایی مقداری بزرگ‌تر از بال پایینی در نظر گرفته شده بود. مدل‌های D و E جنگنده آر ۶۴ نخستین جنگنده‌هایی بودند که پس از جنگ اول جهانی در آلمان به صورت متعدد تولید شدند. محل تفاوت این دو مدل در این‌جا بود که مدل D دارای اَرّاده فرود اصلاح شده و ملخ چهار تیغه (با جوش زدن دو ملخ دو تیغه به هم) به همراه مدل دنده ای موتور ژوپیتر ۶ بود اما مدل E از ملخ دو تیغه و موتور دایرکت درایو (بدون تسمه و دنده) ژوپیتر ۶ استفاده می‌کرد. اَرّاده فرود همگی مدل‌ها به صورت ثابت و جمع نشونده قرار داده شده بود. در تابستان ۱۹۳۲ بیست فروند از این هواپیما جهت استفاده در دانشکده‌های خلبانی سفارش داده شد. با وجود ورود به ارتش در پی پا به عرضه نهادن هواپیمای توانمند تر آرادو آر ۶۵، این هواپیما نتوانست جایی در خط مقدم پیدا کند.
از آنجایی که آلمان تحت قرارداد ورسای حق داشتن نیروی هوایی نداشت، هواپیماهای خود از جمله آر ۶۴ را در ابتدا به صورت مخفیانه و در شوروی مورد آزمایش قرار می‌داد. شوروی نیز از جهت آشنایی با این هواپیما ۲۴ فروند برای خرید سفارش داد که نهایتاً تا سال ۱۹۳۶ تنها ۱۹ فروند آن تحویل داده شد.

## مشخصات فنی

### مشخصات عمومی
- خدمه: ۱ نفر
- طول: ۸٫۴۳ متر
- طول بال: ۹٫۹ متر
- ارتفاع: ۲٫۸۵ متر
- مساحت بال: ۲۴٫۶ متر مربع
- وزن خالی: ۱۲۱۰ کیلوگرم
- وزن خالص: ۱۶۸۰ کیلوگرم
- نیرومحرکه: یک موتور شعاعی پیستونی ۹ سیلندر ژوپیتر ۶ خنک شونده با هوا: ۵۳۰ اسب بخار

### عملکرد
- حداکثر سرعت: ۲۵۰ کیلومتر بر ساعت در ۵۰۰۰ متری
- پایاسیر: ۲۰۰ کیلومتر بر ساعت
- برد: ۶۴۵ کیلومتر
- حداکثر ارتفاع: ۴۶۰۰ متر
- سرعت صعود: ۱۰۰۰ در ۱٫۸ دقیقه

### تسلیحات
- دو مسلسل MG 17 با کالیبر ۷٫۹۲ میلی‌متر، ۵۰۰ فشنگ برای هر مسلسل